# Solidariedade (partido político)
O Solidariedade (SD) é um partido político de centro a centro-esquerda do Brasil fundado em 2012 e registrado oficialmente em 2013. Seu principal líder é Paulinho da Força, sindicalista e presidente licenciado da Força Sindical. Em outubro de 2024, o partido já possuía 382.875 filiados, sendo São Paulo, Minas Gerais e Pará os estados com mais membros.
O partido apoiou as candidaturas presidenciais do PSDB nas eleições de 2014 e de 2018. Já em 2022, o Diretório Nacional decidiu compor a coligação "Brasil da Esperança" em torno da candidatura do ex-presidente Luiz Inácio Lula da Silva, do PT, sinalizando uma movimentação da sigla para o campo. 
Em outubro de 2022, o partido anunciou estar em negociação para se fundir com o PROS, depois de não ter atingido a cláusula de barreira nas eleições gerais no Brasil em 2022 Todavia, em 17 de outubro de 2022, em vez da fusão, foi aprovado pelos diretórios nacionais de ambas as siglas que o PROS seria incorporado ao Solidariedade. A incorporação foi oficializada pelo Tribunal Superior Eleitoral em 14 de fevereiro de 2023.

## História

### Formação e registro
Com boa parte de seus dirigentes advindos do movimento sindical, o Solidariedade nasceu alinhado às bandeiras dos trabalhadores do país e dos movimentos sociais. O espectro político original do Solidariedade, conforme declarado pelo Paulinho da Força em 2013, era centro-esquerda.
Dirigentes do Solidariedade pediram seu registro no Tribunal Superior Eleitoral em junho de 2013 e tiveram o partido aprovado em sessão do TSE de 24 de setembro de 2013, sob forte questionamento de fraude.

### Eleições gerais de 2014
Nas eleições de 2014, o Solidariedade apoiou a candidatura presidencial de Aécio Neves (PSDB), compondo a
coligação "Muda Brasil", em oposição à reeleição de Dilma Rousseff (PT). O partido lançou um candidato a governador, quatro a vice-governadores e um a senador.  Também apoiou 12 candidatos a governadores de partidos diversos.

### Eleições gerais de 2018
Nas eleições de 2018, o partido novamente deu apoio à candidatura presidencial do PSDB, dessa vez representada por Geraldo Alckmin. No segundo turno entre Fernando Haddad (PT) e Jair Bolsonaro (PSL), o partido optou pela neutralidade, mas Paulinho da Força declarou apoio a Haddad. O partido ainda elegeu o senador Eduardo Gomes (TO), 13 deputados federais e 29 deputados estaduais.

### Governo Bolsonaro
Durante o governo Bolsonaro, a bancada de deputados federais do Solidariedade votou, em média, 89% das vezes junto ao governo. Até abril de 2021 alguns deputados da sigla apresentaram alinhamento ao governo de quase 100%, enquanto o deputado Paulinho apresentou um alinhamento de 71%. Até janeiro do mesmo ano, três cargos no Ministério da Agricultura eram ocupados por  por indicação do Solidariedade.

### Eleições municipais de 2020
Nas eleições municipais de 2020, o partido elegeu 94 prefeitos e 1348 vereadores. Em março de 2021, Paulinho declarou ser impossível um apoio do Solidariedade à reeleição de Bolsonaro, e disse que acha possível o partido apoiar a candidatura do ex-presidente Luiz Inácio Lula da Silva (PT) em 2022, ainda que esteja muito cedo para decidir.

### Eleições de 2022 e incorporação do PROS
Em 3 de maio de 2022, após desentendimento das centrais sindicais e o presidente do partido, Paulinho da Força, o Solidariedade oficializa apoio ao pré-candidato Luiz Inácio Lula da Silva (PT) para as eleições de 2022, sendo o único partido de centro na coligação "Vamos Juntos pelo Brasil".
Em 2022, o partido não conseguiu superar a cláusula de barreira nas eleições gerais. Consequentemente, em 17 de outubro de 2022, foi aprovada a incorporação do PROS ao Solidariedade para que o partido continuasse recebendo o fundo partidário e tivesse acesso ao tempo de propaganda eleitoral na televisão e rádio. Em 14 de fevereiro de 2023, o TSE homologou a incorporação.

### Prisão de Eurípedes Gomes Júnior
Em 12 de junho de 2024, o presidente do partido, Eurípedes Gomes Júnior, alvo de uma operação da Polícia Federal no mesmo dia, é considerado foragido pela corporação. Ele é suspeito de desvio milionário de verba partidária. No dia seguinte, ele foi incluído na categoria de difusão vermelha da Interpol. Em 15 de junho, ele se entregou à Polícia Federal em Brasília depois de ser considerado foragido.

### Possível formação de federação
Em junho de 2025, foi divulgada a negociação para formação da Federação PRD Solidariedade, entre o Partido Renovação Democrática e o Solidariedade. O anúncio formal da constituição da federação deve ser anunciado em 25 de junho de 2025.

## Organização

### Parlamentares atuais
O senador Eduardo Gomes (TO), eleito em 2018 pelo Solidariedade, saiu do partido em janeiro de 2019. O vice-governador de Roraima,
Frutuoso Lins, esteve filiado ao partido entre setembro de 2019 e agosto de 2020.
| Deputados federais atuais (5) | Deputados federais atuais (5)         | Deputados federais atuais (5) |
| UF | Deputado(a) e Legislaturas            | Imagem                        |
| --- | ------------------------------------- | ----------------------------- |
| MG | Weliton Prado* 54ª, 55ª, 56ª, 57ª     | Weliton Prado                 |
| MG | Zé Silva 54ª, 55ª, 56ª, 57ª           | Zé Silva                      |
| PE | Maria Arraes 57ª                      | Maria Arraes                  |
| RJ | Áureo Ribeiro 54ª, 55ª, 56ª, 57ª      | Áureo Ribeiro                 |
| SP | Paulinho da Força+ 53ª, 54ª, 55ª, 56ª | Paulinho da Força             |
| Observações: Nomes marcados com o símbolo * foram eleitos por outros partidos. Nas eleições de 2022, o partido elegeu 4 deputados, e após o antigo PROS ser incorporado ao partido em fevereiro de 2023, a bancada chegou a 5 deputados. Todavia, o deputado federal Marcelo Lima se desfiliou do Solidariedade no mesmo dia em que o PROS foi incorporado ao mesmo. Nomes marcados com o símbolo + são suplentes em exercício ou efetivados. |                                       |                               |

| Deputados estaduais atuais (29) | Deputados estaduais atuais (29) | Deputados estaduais atuais (29) | Deputados estaduais atuais (29) |
| UF | Deputado(a)                     | UF                              | Deputado(a)                     |
| --- | ------------------------------- | ------------------------------- | ------------------------------- |
| AL | Marcelo Victor                  | RJ                              | Marcos Muller*                  |
| AP | Max da AABB                     | RJ                              | Rodrigo Bacellar                |
| CE | Aderlânia Noronha               | RJ                              | Vandro Família                  |
| CE | Heitor Férrer                   | RN                              | Cristiane Dantas*               |
| GO | Alysson Lima*                   | RN                              | Kelps Lima                      |
| GO | Amilton Filho                   | RN                              | Subtenente Eliabe+              |
| GO | Thiago Albernaz                 | RR                              | Catarina Guerra                 |
| MA | Fábio Braga+                    | RR                              | Jalser Renier                   |
| MA | Helena Duailibe                 | RR                              | Yonny Pedroso                   |
| MA | Rildo Amaral                    | RS                              | Neri, o Carteiro                |
| MG | Betinho Pinto Coelho            | SP                              | Alexandre Pereira               |
| MG | Prof. Wendel Mesquita           | TO                              | Amelio Cayres                   |
| MS | Herculano Borges                | TO                              | Léo Barbosa                     |
| MS | Lucas de Lima                   | TO                              | Vilmar de Oliveira              |
| RJ | Anderson Alexandre              |                                 |                                 |
| Observações: Nomes marcados com o símbolo * foram eleitos por outros partidos. Nomes marcados com o símbolo + são suplentes empossados. O partido elegeu 29 deputados estaduais em 2018. Os deputados Nenem Almeida (AC) e Renilce Nicodemos (PA) saíram do partido em maio de 2019 e em agosto de 2019 respectivamente. Alberto Feitosa (PE) foi expulso em março de 2020. Em janeiro de 2021 os deputados Allyson Bezerra (RN) e Fernando Pessoa (MA) tornaram-se prefeitos dos municípios de Mossoró e Tuntum respectivamente. |                                 |                                 |                                 |

### Número de filiados
| Data      | Filiados | Crescimento anual | Crescimento anual |
| --------- | -------- | ----------------- | ----------------- |
| dez/2013  | 4.824    | 4.824             | +100%             |
| dez/2014  | 28.365   | 23.541            | +488%             |
| dez/2015  | 97.074   | 68.709            | +242%             |
| dez/2016  | 181.010  | 83.936            | +86%              |
| dez/2017  | 200.017  | 19.007            | +10,5%            |
| dez/2018  | 213.041  | 13.024            | +6,5%             |
| dez/2019  | 218.424  | 5.383             | +2,5%             |
| dez/2020  | 260.204  | 41.780            | +19%              |
| dez/2021  | 255.314  | 4.890             | -1,8%             |
| dez./2022 | 257.579  | 2.265             | +0,8%             |
| dez./2023 | 377.224  | 119.645           | +46,4%            |
| set./2024 | 383.535  | 6.311             | +1,67%            |

## Desempenho eleitoral
| Eleição | Mandatos | %    | ± |
| ------- | -------- | ---- | - |
| 2014    | 0 / 27   | 0,00 | 0 |
| 2018    | 1 / 54   | 1,23 | 1 |
| 2022    | 0 / 27   | 0,02 | 0 |

| Eleição | Mandatos | %    | ±  |
| ------- | -------- | ---- | -- |
| 2014    | 14 / 513 | 2,72 | 14 |
| 2018    | 13 / 513 | 2,53 | 1  |
| 2022    | 4 / 513  | 1,57 | 9  |

| Eleição | Mandatos   | %    | ±  |
| ------- | ---------- | ---- | -- |
| 2014    | 23 / 1 059 | 2,17 | 23 |
| 2018    | 29 / 1 059 | 2,73 | 6  |

| Eleição | Mandatos   | %    | ±  |
| ------- | ---------- | ---- | -- |
| 2016    | 61 / 5 568 | 1,09 | 61 |
| 2020    | 94 / 5 568 | 1,68 | 33 |

| Eleição | Mandatos       | %    | ±     |
| ------- | -------------- | ---- | ----- |
| 2016    | 1 438 / 56 810 | 2,53 | 1 438 |
| 2020    | 1 348 / 56 810 | 2,37 | 90    |

### Eleições estaduais
| Participação e desempenho do Solidariedade nas eleições estaduais de 2022 |                                       |                                | |                                    |                                     |
| Candidatos majoritários eleitos (10 governadores e 7 senadores). Em negrito estão os candidatos filiados ao Solidariedade durante a eleição. Os cargos obtidos na Câmara Federal e nas Assembleias Legislativas são referentes às coligações proporcionais que o Solidariedade compôs. Tais coligações não são necessariamente iguais às coligações majoritárias e geralmente são menores. Não estão listados os futuros suplentes empossados. \| UF \| Candidatos(as) a Governador(a) e Vice \| Candidatos(as) a Senadores(as) \| Coligação majoritária (governo e senado) \| Deputados(as) federais eleitos(as) \| Deputados(as) estaduais eleitos(as) \| \| -- \| ------------------------------------- \| ------------------------------ \| --------------------------------------------------------------------------------------------------------- \| ---------------------------------- \| ----------------------------------- \| \| AC \| Gladson Cameli (PP) \| Ney Amorim (PODE) \| Solidariedade / PP / PODE / PDT / Fed. PSDB Cidadania / Patriota / DC / PMN / PMB \| \| \| \| AC \| Mailza Gomes (PP) \| Ney Amorim (PODE) \| Solidariedade / PP / PODE / PDT / Fed. PSDB Cidadania / Patriota / DC / PMN / PMB \| \| \| \| AL \| Paulo Dantas (MDB) \| Renan Filho (MDB) \| Solidariedade / MDB / PDT / FE Brasil (PT/PCdoB/PV) / PSC \| \| \| \| AL \| Ronaldo Lessa (PDT) \| Renan Filho (MDB) \| Solidariedade / MDB / PDT / FE Brasil (PT/PCdoB/PV) / PSC \| \| \| \| AM \| Ricardo Nicolau (Solidariedade) \| Bessa (Solidariedade) \| Solidariedade / PSB \| \| \| \| AM \| Cristiane Balieiro (PSB) \| Bessa (Solidariedade) \| Solidariedade / PSB \| \| \| \| AP \| Clécio Luís (Solidariedade) \| Davi Alcolumbre (UNIÃO) \| Solidariedade / PDT / UNIÃO / Fed. PSDB Cidadania / PL / PP / Republicanos \| \| \| \| AP \| Teles Jr (PDT) \| Davi Alcolumbre (UNIÃO) \| Solidariedade / PDT / UNIÃO / Fed. PSDB Cidadania / PL / PP / Republicanos \| \| \| \| BA \| ACM Neto (UNIÃO) \| Cacá Leão (PP) \| Solidariedade / UNIÃO / Republicanos / PP / PDT / Fed. PSDB Cidadania / PTB / PSC / PODE / PMN / DC \| \| \| \| BA \| Ana Coelho (Republicanos) \| Cacá Leão (PP) \| Solidariedade / UNIÃO / Republicanos / PP / PDT / Fed. PSDB Cidadania / PTB / PSC / PODE / PMN / DC \| \| \| \| CE \| Elmano de Freitas (PT) \| Camilo Santana (PT) \| Solidariedade / FE Brasil (PT/PCdoB/PV) / MDB / PP / Fed. PSOL REDE / PRTB \| \| \| \| CE \| Jade Romero (MDB) \| Camilo Santana (PT) \| Solidariedade / FE Brasil (PT/PCdoB/PV) / MDB / PP / Fed. PSOL REDE / PRTB \| \| \| \| DF \| Ibaneis Rocha (MDB) \| Flávia Arruda (PL) \| Solidariedade / MDB / PP / PL / Avante / PROS / Agir \| \| \| \| DF \| Celina Leão (PP) \| Flávia Arruda (PL) \| Solidariedade / MDB / PP / PL / Avante / PROS / Agir \| \| \| \| ES \| Audifax Barcelos (REDE) \| Nelson Júnior (Avante) \| Solidariedade / Fed. PSOL REDE / Avante \| \| \| \| ES \| Tenente Andressa (Solidariedade) \| Nelson Júnior (Avante) \| Solidariedade / Fed. PSOL REDE / Avante \| \| \| \| GO \| Ronaldo Caiado (UNIÃO) \| Delegado Waldir (UNIÃO) \| Solidariedade / UNIÃO / MDB / PP / PSD / PSC / Avante / PODE / PDT / PROS / PRTB \| \| \| \| GO \| Daniel Vilela (MDB) \| Alexandre Baldy (PP) \| Solidariedade / UNIÃO / MDB / PP / PSD / PSC / Avante / PODE / PDT / PROS / PRTB \| \| \| \| GO \| Daniel Vilela (MDB) \| Vilmar Rocha (PSD) \| Solidariedade / UNIÃO / MDB / PP / PSD / PSC / Avante / PODE / PDT / PROS / PRTB \| \| \| \| MA \| Simplício Araújo (Solidariedade) \| ninguém \| Solidariedade \| \| \| \| MA \| Dra. Marly (Solidariedade) \| ninguém \| Solidariedade \| \| \| \| MG \| Romeu Zema (NOVO) \| Marcelo Aro (PP) \| Solidariedade / NOVO / PP / MDB / Avante / PODE / Patriota / DC / PMN / Agir \| \| \| \| MG \| Professor Mateus (NOVO) \| Marcelo Aro (PP) \| Solidariedade / NOVO / PP / MDB / Avante / PODE / Patriota / DC / PMN / Agir \| \| \| \| MS \| André Puccinelli (MDB) \| ninguém \| Solidariedade / MDB / DC \| \| \| \| MS \| Tania Garib (MDB) \| ninguém \| Solidariedade / MDB / DC \| \| \| \| MT \| Márcia Pinheiro (PV) \| Neri Geller (PP) \| Solidariedade / FE Brasil (PV/PT/PCdoB) / PP / PSD \| \| \| \| MT \| Vanderlúcio Rodrigues (PP) \| Neri Geller (PP) \| Solidariedade / FE Brasil (PV/PT/PCdoB) / PP / PSD \| \| \| \| PA \| Leonardo Marcony (Solidariedade) \| ninguém \| Solidariedade \| \| \| \| PA \| Nilo Noronha (Solidariedade) \| ninguém \| Solidariedade \| \| \| \| PB \| João Azevêdo (PSB) \| Pollyanna Dutra (PSB) \| Solidariedade / PSB / PP / PSD / Avante / Republicanos / PODE / Patriota / Agir / PMN \| \| \| \| PB \| Lucas Ribeiro (PP) \| Pollyanna Dutra (PSB) \| Solidariedade / PSB / PP / PSD / Avante / Republicanos / PODE / Patriota / Agir / PMN \| \| \| \| PE \| Marília Arraes (Solidariedade) \| André de Paula (PSD) \| Solidariedade / Avante / PSD / Agir / PROS / PMN \| \| \| \| PE \| Sebastião Oliveira (Avante) \| André de Paula (PSD) \| Solidariedade / Avante / PSD / Agir / PROS / PMN \| \| \| \| PI \| Rafael Fonteles (PT) \| Wellington Dias (PT) \| Solidariedade / FE Brasil (PT/PCdoB/PV) / MDB / PSD / PSB / PROS / Agir \| \| \| \| PI \| Themístocles Filho (MDB) \| Wellington Dias (PT) \| Solidariedade / FE Brasil (PT/PCdoB/PV) / MDB / PSD / PSB / PROS / Agir \| \| \| \| PR \| Ratinho Júnior (PSD) \| ninguém \| Solidariedade / PSD / PP / MDB / UNIÃO / Republicanos / PL / PROS / PTB / PMB / Agir \| \| \| \| PR \| Darci Piana (PSD) \| ninguém \| Solidariedade / PSD / PP / MDB / UNIÃO / Republicanos / PL / PROS / PTB / PMB / Agir \| \| \| \| RJ \| Cláudio Castro (PL) \| Romário (PL) \| Solidariedade / PL / UNIÃO / MDB / PP / Avante / Republicanos / PSC / PTB / PROS / PODE / PRTB / PMN / DC \| \| \| \| RJ \| Thiago Pampolha (UNIÃO) \| Romário (PL) \| Solidariedade / PL / UNIÃO / MDB / PP / Avante / Republicanos / PSC / PTB / PROS / PODE / PRTB / PMN / DC \| \| \| \| RN \| Fábio Dantas (Solidariedade) \| Rogério Marinho (PL) \| Solidariedade / UNIÃO / PL / PP / PSD / PSC \| \| \| \| RN \| Ivan Junior (UNIÃO) \| Rogério Marinho (PL) \| Solidariedade / UNIÃO / PL / PP / PSD / PSC \| \| \| \| RO \| Daniel Pereira (Solidariedade) \| Acir Gurgacz (PDT) \| Solidariedade / FE Brasil (PT/PCdoB/PV) / PDT / PSB \| \| \| \| RO \| Anselmo de Jesus (PT) \| Acir Gurgacz (PDT) \| Solidariedade / FE Brasil (PT/PCdoB/PV) / PDT / PSB \| \| \| \| RR \| ninguém \| ninguém \| nenhuma \| \| \| \| RS \| Roberto Argenta (PSC) \| Maristela Zanotto (PSC) \| Solidariedade / PSC / Agir \| \| \| \| RS \| Nivea Rosa (Solidariedade) \| Maristela Zanotto (PSC) \| Solidariedade / PSC / Agir \| \| \| \| SC \| Décio Lima (PT) \| Dário Berger (PSB) \| Solidariedade / FE Brasil (PT/PCdoB/PV) / PSB \| \| \| \| SC \| Bia Vargas (PSB) \| Dário Berger (PSB) \| Solidariedade / FE Brasil (PT/PCdoB/PV) / PSB \| \| \| \| SE \| Rogério Carvalho (PT) \| Valadares Filho (PSB) \| Solidariedade / FE Brasil (PT/PCdoB/PV) / MDB / PSB \| \| \| \| SE \| Sérgio Gama (MDB) \| Valadares Filho (PSB) \| Solidariedade / FE Brasil (PT/PCdoB/PV) / MDB / PSB \| \| \| \| SP \| Rodrigo Garcia (PSDB) \| Edson Aparecido (MDB) \| Solidariedade / Fed. PSDB Cidadania / UNIÃO / MDB / PP / Avante / PODE / Patriota / PROS \| \| \| \| SP \| Eugênio Zuliani (UNIÃO) \| Edson Aparecido (MDB) \| Solidariedade / Fed. PSDB Cidadania / UNIÃO / MDB / PP / Avante / PODE / Patriota / PROS \| \| \| \| TO \| Wanderlei Barbosa (Republicanos) \| Dorinha Rezende (UNIÃO) \| Solidariedade / Republicanos / PDT / UNIÃO / Fed. PSDB Cidadania / PTB / PSC \| \| \| \| TO \| Laurez Moreira (PDT) \| Dorinha Rezende (UNIÃO) \| Solidariedade / Republicanos / PDT / UNIÃO / Fed. PSDB Cidadania / PTB / PSC \| \| \| |                                       |                                | |                                    |                                     |
| UF | Candidatos(as) a Governador(a) e Vice | Candidatos(as) a Senadores(as) | Coligação majoritária (governo e senado)                                                                  | Deputados(as) federais eleitos(as) | Deputados(as) estaduais eleitos(as) |
| AC | Gladson Cameli (PP)                   | Ney Amorim (PODE)              | Solidariedade / PP / PODE / PDT / Fed. PSDB Cidadania / Patriota / DC / PMN / PMB                         |                                    |                                     |
| AC | Mailza Gomes (PP)                     | Ney Amorim (PODE)              | Solidariedade / PP / PODE / PDT / Fed. PSDB Cidadania / Patriota / DC / PMN / PMB                         |                                    |                                     |
| AL | Paulo Dantas (MDB)                    | Renan Filho (MDB)              | Solidariedade / MDB / PDT / FE Brasil (PT/PCdoB/PV) / PSC                                                 |                                    |                                     |
| AL | Ronaldo Lessa (PDT)                   | Renan Filho (MDB)              | Solidariedade / MDB / PDT / FE Brasil (PT/PCdoB/PV) / PSC                                                 |                                    |                                     |
| AM | Ricardo Nicolau (Solidariedade)       | Bessa (Solidariedade)          | Solidariedade / PSB                                                                                       |                                    |                                     |
| AM | Cristiane Balieiro (PSB)              | Bessa (Solidariedade)          | Solidariedade / PSB                                                                                       |                                    |                                     |
| AP | Clécio Luís (Solidariedade)           | Davi Alcolumbre (UNIÃO)        | Solidariedade / PDT / UNIÃO / Fed. PSDB Cidadania / PL / PP / Republicanos                                |                                    |                                     |
| AP | Teles Jr (PDT)                        | Davi Alcolumbre (UNIÃO)        | Solidariedade / PDT / UNIÃO / Fed. PSDB Cidadania / PL / PP / Republicanos                                |                                    |                                     |
| BA | ACM Neto (UNIÃO)                      | Cacá Leão (PP)                 | Solidariedade / UNIÃO / Republicanos / PP / PDT / Fed. PSDB Cidadania / PTB / PSC / PODE / PMN / DC       |                                    |                                     |
| BA | Ana Coelho (Republicanos)             | Cacá Leão (PP)                 | Solidariedade / UNIÃO / Republicanos / PP / PDT / Fed. PSDB Cidadania / PTB / PSC / PODE / PMN / DC       |                                    |                                     |
| CE | Elmano de Freitas (PT)                | Camilo Santana (PT)            | Solidariedade / FE Brasil (PT/PCdoB/PV) / MDB / PP / Fed. PSOL REDE / PRTB                                |                                    |                                     |
| CE | Jade Romero (MDB)                     | Camilo Santana (PT)            | Solidariedade / FE Brasil (PT/PCdoB/PV) / MDB / PP / Fed. PSOL REDE / PRTB                                |                                    |                                     |
| DF | Ibaneis Rocha (MDB)                   | Flávia Arruda (PL)             | Solidariedade / MDB / PP / PL / Avante / PROS / Agir                                                      |                                    |                                     |
| DF | Celina Leão (PP)                      | Flávia Arruda (PL)             | Solidariedade / MDB / PP / PL / Avante / PROS / Agir                                                      |                                    |                                     |
| ES | Audifax Barcelos (REDE)               | Nelson Júnior (Avante)         | Solidariedade / Fed. PSOL REDE / Avante                                                                   |                                    |                                     |
| ES | Tenente Andressa (Solidariedade)      | Nelson Júnior (Avante)         | Solidariedade / Fed. PSOL REDE / Avante                                                                   |                                    |                                     |
| GO | Ronaldo Caiado (UNIÃO)                | Delegado Waldir (UNIÃO)        | Solidariedade / UNIÃO / MDB / PP / PSD / PSC / Avante / PODE / PDT / PROS / PRTB                          |                                    |                                     |
| GO | Daniel Vilela (MDB)                   | Alexandre Baldy (PP)           | Solidariedade / UNIÃO / MDB / PP / PSD / PSC / Avante / PODE / PDT / PROS / PRTB                          |                                    |                                     |
| GO | Daniel Vilela (MDB)                   | Vilmar Rocha (PSD)             | Solidariedade / UNIÃO / MDB / PP / PSD / PSC / Avante / PODE / PDT / PROS / PRTB                          |                                    |                                     |
| MA | Simplício Araújo (Solidariedade)      | ninguém                        | Solidariedade                                                                                             |                                    |                                     |
| MA | Dra. Marly (Solidariedade)            | ninguém                        | Solidariedade                                                                                             |                                    |                                     |
| MG | Romeu Zema (NOVO)                     | Marcelo Aro (PP)               | Solidariedade / NOVO / PP / MDB / Avante / PODE / Patriota / DC / PMN / Agir                              |                                    |                                     |
| MG | Professor Mateus (NOVO)               | Marcelo Aro (PP)               | Solidariedade / NOVO / PP / MDB / Avante / PODE / Patriota / DC / PMN / Agir                              |                                    |                                     |
| MS | André Puccinelli (MDB)                | ninguém                        | Solidariedade / MDB / DC                                                                                  |                                    |                                     |
| MS | Tania Garib (MDB)                     | ninguém                        | Solidariedade / MDB / DC                                                                                  |                                    |                                     |
| MT | Márcia Pinheiro (PV)                  | Neri Geller (PP)               | Solidariedade / FE Brasil (PV/PT/PCdoB) / PP / PSD                                                        |                                    |                                     |
| MT | Vanderlúcio Rodrigues (PP)            | Neri Geller (PP)               | Solidariedade / FE Brasil (PV/PT/PCdoB) / PP / PSD                                                        |                                    |                                     |
| PA | Leonardo Marcony (Solidariedade)      | ninguém                        | Solidariedade                                                                                             |                                    |                                     |
| PA | Nilo Noronha (Solidariedade)          | ninguém                        | Solidariedade                                                                                             |                                    |                                     |
| PB | João Azevêdo (PSB)                    | Pollyanna Dutra (PSB)          | Solidariedade / PSB / PP / PSD / Avante / Republicanos / PODE / Patriota / Agir / PMN                     |                                    |                                     |
| PB | Lucas Ribeiro (PP)                    | Pollyanna Dutra (PSB)          | Solidariedade / PSB / PP / PSD / Avante / Republicanos / PODE / Patriota / Agir / PMN                     |                                    |                                     |
| PE | Marília Arraes (Solidariedade)        | André de Paula (PSD)           | Solidariedade / Avante / PSD / Agir / PROS / PMN                                                          |                                    |                                     |
| PE | Sebastião Oliveira (Avante)           | André de Paula (PSD)           | Solidariedade / Avante / PSD / Agir / PROS / PMN                                                          |                                    |                                     |
| PI | Rafael Fonteles (PT)                  | Wellington Dias (PT)           | Solidariedade / FE Brasil (PT/PCdoB/PV) / MDB / PSD / PSB / PROS / Agir                                   |                                    |                                     |
| PI | Themístocles Filho (MDB)              | Wellington Dias (PT)           | Solidariedade / FE Brasil (PT/PCdoB/PV) / MDB / PSD / PSB / PROS / Agir                                   |                                    |                                     |
| PR | Ratinho Júnior (PSD)                  | ninguém                        | Solidariedade / PSD / PP / MDB / UNIÃO / Republicanos / PL / PROS / PTB / PMB / Agir                      |                                    |                                     |
| PR | Darci Piana (PSD)                     | ninguém                        | Solidariedade / PSD / PP / MDB / UNIÃO / Republicanos / PL / PROS / PTB / PMB / Agir                      |                                    |                                     |
| RJ | Cláudio Castro (PL)                   | Romário (PL)                   | Solidariedade / PL / UNIÃO / MDB / PP / Avante / Republicanos / PSC / PTB / PROS / PODE / PRTB / PMN / DC |                                    |                                     |
| RJ | Thiago Pampolha (UNIÃO)               | Romário (PL)                   | Solidariedade / PL / UNIÃO / MDB / PP / Avante / Republicanos / PSC / PTB / PROS / PODE / PRTB / PMN / DC |                                    |                                     |
| RN | Fábio Dantas (Solidariedade)          | Rogério Marinho (PL)           | Solidariedade / UNIÃO / PL / PP / PSD / PSC                                                               |                                    |                                     |
| RN | Ivan Junior (UNIÃO)                   | Rogério Marinho (PL)           | Solidariedade / UNIÃO / PL / PP / PSD / PSC                                                               |                                    |                                     |
| RO | Daniel Pereira (Solidariedade)        | Acir Gurgacz (PDT)             | Solidariedade / FE Brasil (PT/PCdoB/PV) / PDT / PSB                                                       |                                    |                                     |
| RO | Anselmo de Jesus (PT)                 | Acir Gurgacz (PDT)             | Solidariedade / FE Brasil (PT/PCdoB/PV) / PDT / PSB                                                       |                                    |                                     |
| RR | ninguém                               | ninguém                        | nenhuma                                                                                                   |                                    |                                     |
| RS | Roberto Argenta (PSC)                 | Maristela Zanotto (PSC)        | Solidariedade / PSC / Agir                                                                                |                                    |                                     |
| RS | Nivea Rosa (Solidariedade)            | Maristela Zanotto (PSC)        | Solidariedade / PSC / Agir                                                                                |                                    |                                     |
| SC | Décio Lima (PT)                       | Dário Berger (PSB)             | Solidariedade / FE Brasil (PT/PCdoB/PV) / PSB                                                             |                                    |                                     |
| SC | Bia Vargas (PSB)                      | Dário Berger (PSB)             | Solidariedade / FE Brasil (PT/PCdoB/PV) / PSB                                                             |                                    |                                     |
| SE | Rogério Carvalho (PT)                 | Valadares Filho (PSB)          | Solidariedade / FE Brasil (PT/PCdoB/PV) / MDB / PSB                                                       |                                    |                                     |
| SE | Sérgio Gama (MDB)                     | Valadares Filho (PSB)          | Solidariedade / FE Brasil (PT/PCdoB/PV) / MDB / PSB                                                       |                                    |                                     |
| SP | Rodrigo Garcia (PSDB)                 | Edson Aparecido (MDB)          | Solidariedade / Fed. PSDB Cidadania / UNIÃO / MDB / PP / Avante / PODE / Patriota / PROS                  |                                    |                                     |
| SP | Eugênio Zuliani (UNIÃO)               | Edson Aparecido (MDB)          | Solidariedade / Fed. PSDB Cidadania / UNIÃO / MDB / PP / Avante / PODE / Patriota / PROS                  |                                    |                                     |
| TO | Wanderlei Barbosa (Republicanos)      | Dorinha Rezende (UNIÃO)        | Solidariedade / Republicanos / PDT / UNIÃO / Fed. PSDB Cidadania / PTB / PSC                              |                                    |                                     |
| TO | Laurez Moreira (PDT)                  | Dorinha Rezende (UNIÃO)        | Solidariedade / Republicanos / PDT / UNIÃO / Fed. PSDB Cidadania / PTB / PSC                              |                                    |                                     |

| Participação e desempenho do SD nas eleições estaduais de 2018 |                                       |                                | |                                                  |                                                                                                   |
| Candidatos majoritários eleitos (7 governadores e 16 senadores). Em negrito estão os candidatos filiados ao SD durante a eleição. Os cargos obtidos na Câmara Federal e nas Assembleias Legislativas são referentes às coligações proporcionais que o SD compôs. Tais coligações não são necessariamente iguais às coligações majoritárias e geralmente são menores. Não estão listados os futuros suplentes empossados. \| UF \| Candidatos(as) a Governador(a) e Vice \| Candidatos(as) a Senadores(as) \| Coligação majoritária (governo e senado) \| Deputados(as) federais eleitos(as) — 77 \| Deputados(as) estaduais eleitos(as) — 97 \| \| -- \| ---------------------------------------- \| ------------------------------ \| ------------------------------------------------------------------------------------------------------------ \| ------------------------------------------------ \| ------------------------------------------------------------------------------------------------- \| \| AC \| Gladson Cameli (PP) \| Márcio Bittar (MDB) \| SD / PP / MDB / PSDB / DEM / PSD / PR / PTB / PMN / PTC / PPS \| Vanda Milani (SD) + 2 MDB, 1 PSDB, 1 DEM \| Nenem Almeida (SD) \| \| AC \| Major Rocha (PSDB) \| Sérgio Petecão (PSD) \| SD / PP / MDB / PSDB / DEM / PSD / PR / PTB / PMN / PTC / PPS \| Vanda Milani (SD) + 2 MDB, 1 PSDB, 1 DEM \| Nenem Almeida (SD) \| \| AL \| Josan Leite (PSL) \| Flávio Moreno (PSL) \| SD / PSL / NOVO / PPL / Patriota \| ninguém \| Marcelo Victor (SD) + 6 MDB, 2 PSD, 1 PTB \| \| AL \| Sérgio Simões (PSL) \| Sérgio Cabral (Patriota) \| SD / PSL / NOVO / PPL / Patriota \| ninguém \| Marcelo Victor (SD) + 6 MDB, 2 PSD, 1 PTB \| \| AM \| Amazonino Mendes (PDT) \| Hissa Abrahão (PDT) \| SD / PDT / PP / PR / Avante / PV / PTB / PPS / PHS / PSL / PPL / PRP \| Bosco Saraiva (SD) + 1 PSL, 1 PP, 1 PR \| 4 PP, 2 PR \| \| AM \| Rebeca Garcia (PP) \| Alfredo Nascimento (PR) \| SD / PDT / PP / PR / Avante / PV / PTB / PPS / PHS / PSL / PPL / PRP \| Bosco Saraiva (SD) + 1 PSL, 1 PP, 1 PR \| 4 PP, 2 PR \| \| AP \| Davi Alcolumbre (DEM) \| Randolfe Rodrigues (REDE) \| SD / DEM / PP / REDE / PSDB / PSD / PODE / PPL / PSC / Avante / Patriota \| 1 Avante \| Max da AABB (SD) + 1 PSD \| \| AP \| Silvana Vedovelli (PP) \| Sebastião Bala Rocha (PSDB) \| SD / DEM / PP / REDE / PSDB / PSD / PODE / PPL / PSC / Avante / Patriota \| 1 Avante \| Max da AABB (SD) + 1 PSD \| \| BA \| José Ronaldo (DEM) \| Jutahy Magalhães Júnior (PSDB) \| SD / DEM / PSDB / PSC / PV / PRB / PTB / PPL / Patriota \| ninguém \| ninguém \| \| BA \| Mônica Bahia (PSDB) \| Irmão Lázaro (PSC) \| SD / DEM / PSDB / PSC / PV / PRB / PTB / PPL / Patriota \| ninguém \| ninguém \| \| CE \| apoio informal a Camilo Santana (PT)[23] \| Eunício Oliveira (MDB) \| PT / PDT / PP / PTB / PSB / PR / DEM / PCdoB / PPS / PRP / PV / PMN / PPL / PRTB / PMB / Patriota \| Genecias Noronha (SD) + 1 MDB, 1 PSD \| Aderlânia Noronha (SD), Heitor Férrer (SD) + 4 MDB, 2 PSD, 1 PRB \| \| CE \| apoio informal a Izolda Cela (PDT)[23] \| Alberto Bardawil (PODE) \| PT / PDT / PP / PTB / PSB / PR / DEM / PCdoB / PPS / PRP / PV / PMN / PPL / PRTB / PMB / Patriota \| Genecias Noronha (SD) + 1 MDB, 1 PSD \| Aderlânia Noronha (SD), Heitor Férrer (SD) + 4 MDB, 2 PSD, 1 PRB \| \| DF \| Rogério Rosso (PSD) \| Cristovam Buarque (PPS) \| SD / PSD / PRB / PSC / PODE / PPS \| 1 PRB, 1 PPS \| 2 PRB \| \| DF \| Egmar Tavares (PRB) \| Fernando Marques (SD) \| SD / PSD / PRB / PSC / PODE / PPS \| 1 PRB, 1 PPS \| 2 PRB \| \| ES \| Renato Casagrande (PSB) \| Marcos do Val (PPS) \| SD / PSB / PSDB / DEM / PPS / PCdoB / PV / DC / PSC / PP / PTC / PDT / PPL / PRP / PSD / PHS / PROS / Avante \| 1 PDT, 1 DEM \| 2 PV \| \| ES \| Jacqueline Moraes (PSB) \| Ricardo Ferraço (PSDB) \| SD / PSB / PSDB / DEM / PPS / PCdoB / PV / DC / PSC / PP / PTC / PDT / PPL / PRP / PSD / PHS / PROS / Avante \| 1 PDT, 1 DEM \| 2 PV \| \| GO \| José Eliton (PSDB) \| Vanderlan Cardoso (PP) \| SD / PSDB / PPS / PSB / PSD / PTB / PV / NOVO / REDE / Avante / Patriota \| Lucas Vergílio (SD) + 1 PSD, 1 PR, 1 PSB, 1 PSDB \| Amilton Filho (SD), Thiago Albernaz (SD) \| \| GO \| Raquel Teixeira (PSDB) \| Marconi Perillo (PSDB) \| SD / PSDB / PPS / PSB / PSD / PTB / PV / NOVO / REDE / Avante / Patriota \| Lucas Vergílio (SD) + 1 PSD, 1 PR, 1 PSB, 1 PSDB \| Amilton Filho (SD), Thiago Albernaz (SD) \| \| MA \| Flávio Dino (PCdoB) \| Weverton Rocha (PDT) \| SD / PCdoB / PDT / PT / PSB / PPS / PROS / PRB / PR / DEM / PP / PTC / PTB / PPL / Avante / Patriota \| 2 PCdoB, 1 PRB, 1 PSB, 1 DEM, 1 PTB \| Fernando Pessoa (SD), Helena Duailibe (SD), Rildo Amaral (SD) \| \| MA \| Carlos Brandão (PRB) \| Eliziane Gama (PPS) \| SD / PCdoB / PDT / PT / PSB / PPS / PROS / PRB / PR / DEM / PP / PTC / PTB / PPL / Avante / Patriota \| 2 PCdoB, 1 PRB, 1 PSB, 1 DEM, 1 PTB \| Fernando Pessoa (SD), Helena Duailibe (SD), Rildo Amaral (SD) \| \| MG \| Antonio Anastasia (PSDB) \| Rodrigo Pacheco (DEM) \| SD / PSDB / PSD / DEM / PTB / PPS / PMN / PSC / PP / PTC / PMB / Patriota \| Zé Silva (SD) + 5 PSDB, 3 PSD, 2 PP, 1 DEM \| Betinho Pinto Coelho (SD), Prof. Wendel Mesquita (SD) \| \| MG \| Marcos Montes (PSD) \| Dinis Pinheiro (SD) \| SD / PSDB / PSD / DEM / PTB / PPS / PMN / PSC / PP / PTC / PMB / Patriota \| Zé Silva (SD) + 5 PSDB, 3 PSD, 2 PP, 1 DEM \| Betinho Pinto Coelho (SD), Prof. Wendel Mesquita (SD) \| \| MS \| Reinaldo Azambuja (PSDB) \| Nelsinho Trad (PTB) \| SD / PSDB / DEM / PTB / PPS / PP / PMB / PSB / PSD / PSL / PROS / PMN / Avante / Patriota \| 2 PSL \| Herculano Borges (SD), Lucas de Lima (SD) + 2 PSL, 2 PP, 1 PTB \| \| MS \| Murilo Zauith (DEM) \| Marcelo Miglioli (PSDB) \| SD / PSDB / DEM / PTB / PPS / PP / PMB / PSB / PSD / PSL / PROS / PMN / Avante / Patriota \| 2 PSL \| Herculano Borges (SD), Lucas de Lima (SD) + 2 PSL, 2 PP, 1 PTB \| \| MT \| Pedro Taques (PSDB) \| Selma Arruda (PSL) \| SD / PPS / PSDB / PSL / PSB / DC / PRTB / Avante / Patriota \| Leonardo Albuquerque (SD) \| 2 DC \| \| MT \| Rui Prado (PSDB) \| Nilson Leitão (PSDB) \| SD / PPS / PSDB / PSL / PSB / DC / PRTB / Avante / Patriota \| Leonardo Albuquerque (SD) \| 2 DC \| \| PA \| Márcio Miranda (DEM) \| Flexa Ribeiro (PSDB) \| SD / DEM / PSDB / PSB / PDT / PMN / PRTB / PPS / PRP \| 2 PSDB, 2 DEM, 1 PSB \| Renilce Nicodemos (SD) \| \| PA \| José Megale (PSDB) \| Sidney Rosa (PSB) \| SD / DEM / PSDB / PSB / PDT / PMN / PRTB / PPS / PRP \| 2 PSDB, 2 DEM, 1 PSB \| Renilce Nicodemos (SD) \| \| PB \| Lucélio Cartaxo (PV) \| Daniella Ribeiro (PP) \| SD / PSDB / PP / PSD / PV / PSC / PRTB / PHS / PTC / PSL / PPL / DC \| 3 PSDB \| 2 PSL, 1 PRTB \| \| PB \| Micheline Rodrigues (PSDB) \| Cássio Cunha Lima (PSDB) \| SD / PSDB / PP / PSD / PV / PSC / PRTB / PHS / PTC / PSL / PPL / DC \| 3 PSDB \| 2 PSL, 1 PRTB \| \| PE \| Paulo Câmara (PSB) \| Humberto Costa (PT) \| SD / PSB / PCdoB / PT / MDB / PP / PV / PTC / PRP / PRTB / PPL / PMN / Patriota \| Augusto Coutinho (SD) + 2 PP, 1 PR \| Alberto Feitosa (SD) + 10 PP, 2 PR \| \| PE \| Luciana Santos (PCdoB) \| Jarbas Vasconcelos (MDB) \| SD / PSB / PCdoB / PT / MDB / PP / PV / PTC / PRP / PRTB / PPL / PMN / Patriota \| Augusto Coutinho (SD) + 2 PP, 1 PR \| Alberto Feitosa (SD) + 10 PP, 2 PR \| \| PI \| José Pessoa Leal (SD) \| Frank Aguiar (PRB) \| SD / PTC / PRB / PPL / PMN \| 1 PTC \| 1 PTC, 1 PRB \| \| PI \| Vanessa Tapety (PTC) \| Marcus Vinícius (PTC) \| SD / PTC / PRB / PPL / PMN \| 1 PTC \| 1 PTC, 1 PRB \| \| PR \| João Arruda (MDB) \| Roberto Requião (MDB) \| SD / MDB / PDT / PCdoB \| 2 MDB, 1 PDT \| 2 PDT \| \| PR \| Eliana Cortez (MDB) \| Nelton Friedrich (PDT) \| SD / MDB / PDT / PCdoB \| 2 MDB, 1 PDT \| 2 PDT \| \| RJ \| Eduardo Paes (DEM) \| Cesar Maia (DEM) \| SD / DEM / PSDB / PP / PPS / MDB / PTB / PV / DC / PHS / PMN / Avante \| Áureo Ribeiro (SD) + 1 PPS \| Anderson Alexandre (SD), Rodrigo Bacellar (SD), Vandro Família (SD) + 1 PTB \| \| RJ \| Comte Bittencourt (PPS) \| Aspásia Camargo (PSDB) \| SD / DEM / PSDB / PP / PPS / MDB / PTB / PV / DC / PHS / PMN / Avante \| Áureo Ribeiro (SD) + 1 PPS \| Anderson Alexandre (SD), Rodrigo Bacellar (SD), Vandro Família (SD) + 1 PTB \| \| RN \| Brenno Queiroga (SD) \| Magnólia Figueiredo (SD) \| SD / PSC / PV / DC / PMN / PSL / PPL / Patriota \| 1 PSL \| Allyson Bezerra (SD), Kelps Lima (SD) \| \| RN \| Sérgio Leocádio (SD) \| Joanílson Rêgo (DC) \| SD / PSC / PV / DC / PMN / PSL / PPL / Patriota \| 1 PSL \| Allyson Bezerra (SD), Kelps Lima (SD) \| \| RO \| Acir Gurgacz (PDT) \| Jesualdo Júnior (PSB) \| SD / PDT / DC / PP / PSB / PTC / PTB / Avante \| 1 PP, 1 PDT, 1 PSB \| 2 PTB, 1 PP \| \| RO \| Neodi de Oliveira (DC) \| Carlos Magno (PP) \| SD / PDT / DC / PP / PSB / PTC / PTB / Avante \| 1 PP, 1 PDT, 1 PSB \| 2 PTB, 1 PP \| \| RR \| Anchieta Júnior (PSDB) \| Chico Rodrigues (DEM) \| SD / PSDB / DEM / MDB / PSD / PPS / DC \| Ottaci Nascimento (SD) + 1 PSD \| Catarina Guerra (SD), Jalser Renier (SD), Yonny Pedroso (SD) \| \| RR \| Abel Galinha (DEM) \| Romero Jucá (MDB) \| SD / PSDB / DEM / MDB / PSD / PPS / DC \| Ottaci Nascimento (SD) + 1 PSD \| Catarina Guerra (SD), Jalser Renier (SD), Yonny Pedroso (SD) \| \| RS \| Jairo Jorge (PDT) \| Ana Varela (PODE) \| SD / PDT / PODE / PV / PMB / PPL / Avante \| ninguém \| Neri, o Carteiro (SD) \| \| RS \| Cláudio Bier (PV) \| Sandra Weber (SD) \| SD / PDT / PODE / PV / PMB / PPL / Avante \| ninguém \| Neri, o Carteiro (SD) \| \| SC \| Gelson Merisio (PSD) \| Esperidião Amin (PP) \| SD / PSD / DEM / PP / PCdoB / PDT / PRB / PSB / PV / PSC / PODE / PROS / PHS / PRP / PPL \| 1 PSB, 1 PRB \| 3 PSB, 1 PRB \| \| SC \| João Paulo Kleinübing (DEM) \| Raimundo Colombo (PSD) \| SD / PSD / DEM / PP / PCdoB / PDT / PRB / PSB / PV / PSC / PODE / PROS / PHS / PRP / PPL \| 1 PSB, 1 PRB \| 3 PSB, 1 PRB \| \| SE \| Eduardo Amorim (PSDB) \| André Moura (PSC) \| SD / PSDB / PRB / PPS / PR / PSC / PTC \| Gustinho Ribeiro (SD), + 1 PSC, 1 PR \| 2 PPS \| \| SE \| Ivan Leite (PRB) \| Pastor Heleno (PRB) \| SD / PSDB / PRB / PPS / PR / PSC / PTC \| Gustinho Ribeiro (SD), + 1 PSC, 1 PR \| 2 PPS \| \| SP \| Márcio França (PSB) \| Maurren Maggi (PSB) \| SD / PSB / PR / PSC / PPS / PODE / PV / PMB / PHS / PPL / PRP / PROS / PTB / Avante / Patriota \| Paulinho da Força (SD) \| Alexandre Pereira (SD) \| \| SP \| Coronel Eliane Nikoluk (PR) \| Mário Covas Neto (PODE) \| SD / PSB / PR / PSC / PPS / PODE / PV / PMB / PHS / PPL / PRP / PROS / PTB / Avante / Patriota \| Paulinho da Força (SD) \| Alexandre Pereira (SD) \| \| TO \| Mauro Carlesse (PHS) \| Eduardo Gomes (SD) \| SD / PHS / PROS / PP / DEM / PTC / PRB / Avante / Patriota \| Eli Borges (SD), Tiago Dimas (SD) + 2 DEM \| Amelio Cayres (SD), Léo Barbosa (SD), Vilmar de Oliveira (SD) + 1 PTC, 1 PHS, 1 DEM, 1 PP, 1 PROS \| \| TO \| Wanderlei Barbosa (PHS) \| César Halum (PRB) \| SD / PHS / PROS / PP / DEM / PTC / PRB / Avante / Patriota \| Eli Borges (SD), Tiago Dimas (SD) + 2 DEM \| Amelio Cayres (SD), Léo Barbosa (SD), Vilmar de Oliveira (SD) + 1 PTC, 1 PHS, 1 DEM, 1 PP, 1 PROS \| |                                       |                                | |                                                  |                                                                                                   |
| UF | Candidatos(as) a Governador(a) e Vice | Candidatos(as) a Senadores(as) | Coligação majoritária (governo e senado)                                                                     | Deputados(as) federais eleitos(as) — 77          | Deputados(as) estaduais eleitos(as) — 97                                                          |
| AC | Gladson Cameli (PP)                   | Márcio Bittar (MDB)            | SD / PP / MDB / PSDB / DEM / PSD / PR / PTB / PMN / PTC / PPS                                                | Vanda Milani (SD) + 2 MDB, 1 PSDB, 1 DEM         | Nenem Almeida (SD)                                                                                |
| AC | Major Rocha (PSDB)                    | Sérgio Petecão (PSD)           | SD / PP / MDB / PSDB / DEM / PSD / PR / PTB / PMN / PTC / PPS                                                | Vanda Milani (SD) + 2 MDB, 1 PSDB, 1 DEM         | Nenem Almeida (SD)                                                                                |
| AL | Josan Leite (PSL)                     | Flávio Moreno (PSL)            | SD / PSL / NOVO / PPL / Patriota                                                                             | ninguém                                          | Marcelo Victor (SD) + 6 MDB, 2 PSD, 1 PTB                                                         |
| AL | Sérgio Simões (PSL)                   | Sérgio Cabral (Patriota)       | SD / PSL / NOVO / PPL / Patriota                                                                             | ninguém                                          | Marcelo Victor (SD) + 6 MDB, 2 PSD, 1 PTB                                                         |
| AM | Amazonino Mendes (PDT)                | Hissa Abrahão (PDT)            | SD / PDT / PP / PR / Avante / PV / PTB / PPS / PHS / PSL / PPL / PRP                                         | Bosco Saraiva (SD) + 1 PSL, 1 PP, 1 PR           | 4 PP, 2 PR                                                                                        |
| AM | Rebeca Garcia (PP)                    | Alfredo Nascimento (PR)        | SD / PDT / PP / PR / Avante / PV / PTB / PPS / PHS / PSL / PPL / PRP                                         | Bosco Saraiva (SD) + 1 PSL, 1 PP, 1 PR           | 4 PP, 2 PR                                                                                        |
| AP | Davi Alcolumbre (DEM)                 | Randolfe Rodrigues (REDE)      | SD / DEM / PP / REDE / PSDB / PSD / PODE / PPL / PSC / Avante / Patriota                                     | 1 Avante                                         | Max da AABB (SD) + 1 PSD                                                                          |
| AP | Silvana Vedovelli (PP)                | Sebastião Bala Rocha (PSDB)    | SD / DEM / PP / REDE / PSDB / PSD / PODE / PPL / PSC / Avante / Patriota                                     | 1 Avante                                         | Max da AABB (SD) + 1 PSD                                                                          |
| BA | José Ronaldo (DEM)                    | Jutahy Magalhães Júnior (PSDB) | SD / DEM / PSDB / PSC / PV / PRB / PTB / PPL / Patriota                                                      | ninguém                                          | ninguém                                                                                           |
| BA | Mônica Bahia (PSDB)                   | Irmão Lázaro (PSC)             | SD / DEM / PSDB / PSC / PV / PRB / PTB / PPL / Patriota                                                      | ninguém                                          | ninguém                                                                                           |
| CE | apoio informal a Camilo Santana (PT)  | Eunício Oliveira (MDB)         | PT / PDT / PP / PTB / PSB / PR / DEM / PCdoB / PPS / PRP / PV / PMN / PPL / PRTB / PMB / Patriota            | Genecias Noronha (SD) + 1 MDB, 1 PSD             | Aderlânia Noronha (SD), Heitor Férrer (SD) + 4 MDB, 2 PSD, 1 PRB                                  |
| CE | apoio informal a Izolda Cela (PDT)    | Alberto Bardawil (PODE)        | PT / PDT / PP / PTB / PSB / PR / DEM / PCdoB / PPS / PRP / PV / PMN / PPL / PRTB / PMB / Patriota            | Genecias Noronha (SD) + 1 MDB, 1 PSD             | Aderlânia Noronha (SD), Heitor Férrer (SD) + 4 MDB, 2 PSD, 1 PRB                                  |
| DF | Rogério Rosso (PSD)                   | Cristovam Buarque (PPS)        | SD / PSD / PRB / PSC / PODE / PPS                                                                            | 1 PRB, 1 PPS                                     | 2 PRB                                                                                             |
| DF | Egmar Tavares (PRB)                   | Fernando Marques (SD)          | SD / PSD / PRB / PSC / PODE / PPS                                                                            | 1 PRB, 1 PPS                                     | 2 PRB                                                                                             |
| ES | Renato Casagrande (PSB)               | Marcos do Val (PPS)            | SD / PSB / PSDB / DEM / PPS / PCdoB / PV / DC / PSC / PP / PTC / PDT / PPL / PRP / PSD / PHS / PROS / Avante | 1 PDT, 1 DEM                                     | 2 PV                                                                                              |
| ES | Jacqueline Moraes (PSB)               | Ricardo Ferraço (PSDB)         | SD / PSB / PSDB / DEM / PPS / PCdoB / PV / DC / PSC / PP / PTC / PDT / PPL / PRP / PSD / PHS / PROS / Avante | 1 PDT, 1 DEM                                     | 2 PV                                                                                              |
| GO | José Eliton (PSDB)                    | Vanderlan Cardoso (PP)         | SD / PSDB / PPS / PSB / PSD / PTB / PV / NOVO / REDE / Avante / Patriota                                     | Lucas Vergílio (SD) + 1 PSD, 1 PR, 1 PSB, 1 PSDB | Amilton Filho (SD), Thiago Albernaz (SD)                                                          |
| GO | Raquel Teixeira (PSDB)                | Marconi Perillo (PSDB)         | SD / PSDB / PPS / PSB / PSD / PTB / PV / NOVO / REDE / Avante / Patriota                                     | Lucas Vergílio (SD) + 1 PSD, 1 PR, 1 PSB, 1 PSDB | Amilton Filho (SD), Thiago Albernaz (SD)                                                          |
| MA | Flávio Dino (PCdoB)                   | Weverton Rocha (PDT)           | SD / PCdoB / PDT / PT / PSB / PPS / PROS / PRB / PR / DEM / PP / PTC / PTB / PPL / Avante / Patriota         | 2 PCdoB, 1 PRB, 1 PSB, 1 DEM, 1 PTB              | Fernando Pessoa (SD), Helena Duailibe (SD), Rildo Amaral (SD)                                     |
| MA | Carlos Brandão (PRB)                  | Eliziane Gama (PPS)            | SD / PCdoB / PDT / PT / PSB / PPS / PROS / PRB / PR / DEM / PP / PTC / PTB / PPL / Avante / Patriota         | 2 PCdoB, 1 PRB, 1 PSB, 1 DEM, 1 PTB              | Fernando Pessoa (SD), Helena Duailibe (SD), Rildo Amaral (SD)                                     |
| MG | Antonio Anastasia (PSDB)              | Rodrigo Pacheco (DEM)          | SD / PSDB / PSD / DEM / PTB / PPS / PMN / PSC / PP / PTC / PMB / Patriota                                    | Zé Silva (SD) + 5 PSDB, 3 PSD, 2 PP, 1 DEM       | Betinho Pinto Coelho (SD), Prof. Wendel Mesquita (SD)                                             |
| MG | Marcos Montes (PSD)                   | Dinis Pinheiro (SD)            | SD / PSDB / PSD / DEM / PTB / PPS / PMN / PSC / PP / PTC / PMB / Patriota                                    | Zé Silva (SD) + 5 PSDB, 3 PSD, 2 PP, 1 DEM       | Betinho Pinto Coelho (SD), Prof. Wendel Mesquita (SD)                                             |
| MS | Reinaldo Azambuja (PSDB)              | Nelsinho Trad (PTB)            | SD / PSDB / DEM / PTB / PPS / PP / PMB / PSB / PSD / PSL / PROS / PMN / Avante / Patriota                    | 2 PSL                                            | Herculano Borges (SD), Lucas de Lima (SD) + 2 PSL, 2 PP, 1 PTB                                    |
| MS | Murilo Zauith (DEM)                   | Marcelo Miglioli (PSDB)        | SD / PSDB / DEM / PTB / PPS / PP / PMB / PSB / PSD / PSL / PROS / PMN / Avante / Patriota                    | 2 PSL                                            | Herculano Borges (SD), Lucas de Lima (SD) + 2 PSL, 2 PP, 1 PTB                                    |
| MT | Pedro Taques (PSDB)                   | Selma Arruda (PSL)             | SD / PPS / PSDB / PSL / PSB / DC / PRTB / Avante / Patriota                                                  | Leonardo Albuquerque (SD)                        | 2 DC                                                                                              |
| MT | Rui Prado (PSDB)                      | Nilson Leitão (PSDB)           | SD / PPS / PSDB / PSL / PSB / DC / PRTB / Avante / Patriota                                                  | Leonardo Albuquerque (SD)                        | 2 DC                                                                                              |
| PA | Márcio Miranda (DEM)                  | Flexa Ribeiro (PSDB)           | SD / DEM / PSDB / PSB / PDT / PMN / PRTB / PPS / PRP                                                         | 2 PSDB, 2 DEM, 1 PSB                             | Renilce Nicodemos (SD)                                                                            |
| PA | José Megale (PSDB)                    | Sidney Rosa (PSB)              | SD / DEM / PSDB / PSB / PDT / PMN / PRTB / PPS / PRP                                                         | 2 PSDB, 2 DEM, 1 PSB                             | Renilce Nicodemos (SD)                                                                            |
| PB | Lucélio Cartaxo (PV)                  | Daniella Ribeiro (PP)          | SD / PSDB / PP / PSD / PV / PSC / PRTB / PHS / PTC / PSL / PPL / DC                                          | 3 PSDB                                           | 2 PSL, 1 PRTB                                                                                     |
| PB | Micheline Rodrigues (PSDB)            | Cássio Cunha Lima (PSDB)       | SD / PSDB / PP / PSD / PV / PSC / PRTB / PHS / PTC / PSL / PPL / DC                                          | 3 PSDB                                           | 2 PSL, 1 PRTB                                                                                     |
| PE | Paulo Câmara (PSB)                    | Humberto Costa (PT)            | SD / PSB / PCdoB / PT / MDB / PP / PV / PTC / PRP / PRTB / PPL / PMN / Patriota                              | Augusto Coutinho (SD) + 2 PP, 1 PR               | Alberto Feitosa (SD) + 10 PP, 2 PR                                                                |
| PE | Luciana Santos (PCdoB)                | Jarbas Vasconcelos (MDB)       | SD / PSB / PCdoB / PT / MDB / PP / PV / PTC / PRP / PRTB / PPL / PMN / Patriota                              | Augusto Coutinho (SD) + 2 PP, 1 PR               | Alberto Feitosa (SD) + 10 PP, 2 PR                                                                |
| PI | José Pessoa Leal (SD)                 | Frank Aguiar (PRB)             | SD / PTC / PRB / PPL / PMN                                                                                   | 1 PTC                                            | 1 PTC, 1 PRB                                                                                      |
| PI | Vanessa Tapety (PTC)                  | Marcus Vinícius (PTC)          | SD / PTC / PRB / PPL / PMN                                                                                   | 1 PTC                                            | 1 PTC, 1 PRB                                                                                      |
| PR | João Arruda (MDB)                     | Roberto Requião (MDB)          | SD / MDB / PDT / PCdoB                                                                                       | 2 MDB, 1 PDT                                     | 2 PDT                                                                                             |
| PR | Eliana Cortez (MDB)                   | Nelton Friedrich (PDT)         | SD / MDB / PDT / PCdoB                                                                                       | 2 MDB, 1 PDT                                     | 2 PDT                                                                                             |
| RJ | Eduardo Paes (DEM)                    | Cesar Maia (DEM)               | SD / DEM / PSDB / PP / PPS / MDB / PTB / PV / DC / PHS / PMN / Avante                                        | Áureo Ribeiro (SD) + 1 PPS                       | Anderson Alexandre (SD), Rodrigo Bacellar (SD), Vandro Família (SD) + 1 PTB                       |
| RJ | Comte Bittencourt (PPS)               | Aspásia Camargo (PSDB)         | SD / DEM / PSDB / PP / PPS / MDB / PTB / PV / DC / PHS / PMN / Avante                                        | Áureo Ribeiro (SD) + 1 PPS                       | Anderson Alexandre (SD), Rodrigo Bacellar (SD), Vandro Família (SD) + 1 PTB                       |
| RN | Brenno Queiroga (SD)                  | Magnólia Figueiredo (SD)       | SD / PSC / PV / DC / PMN / PSL / PPL / Patriota                                                              | 1 PSL                                            | Allyson Bezerra (SD), Kelps Lima (SD)                                                             |
| RN | Sérgio Leocádio (SD)                  | Joanílson Rêgo (DC)            | SD / PSC / PV / DC / PMN / PSL / PPL / Patriota                                                              | 1 PSL                                            | Allyson Bezerra (SD), Kelps Lima (SD)                                                             |
| RO | Acir Gurgacz (PDT)                    | Jesualdo Júnior (PSB)          | SD / PDT / DC / PP / PSB / PTC / PTB / Avante                                                                | 1 PP, 1 PDT, 1 PSB                               | 2 PTB, 1 PP                                                                                       |
| RO | Neodi de Oliveira (DC)                | Carlos Magno (PP)              | SD / PDT / DC / PP / PSB / PTC / PTB / Avante                                                                | 1 PP, 1 PDT, 1 PSB                               | 2 PTB, 1 PP                                                                                       |
| RR | Anchieta Júnior (PSDB)                | Chico Rodrigues (DEM)          | SD / PSDB / DEM / MDB / PSD / PPS / DC                                                                       | Ottaci Nascimento (SD) + 1 PSD                   | Catarina Guerra (SD), Jalser Renier (SD), Yonny Pedroso (SD)                                      |
| RR | Abel Galinha (DEM)                    | Romero Jucá (MDB)              | SD / PSDB / DEM / MDB / PSD / PPS / DC                                                                       | Ottaci Nascimento (SD) + 1 PSD                   | Catarina Guerra (SD), Jalser Renier (SD), Yonny Pedroso (SD)                                      |
| RS | Jairo Jorge (PDT)                     | Ana Varela (PODE)              | SD / PDT / PODE / PV / PMB / PPL / Avante                                                                    | ninguém                                          | Neri, o Carteiro (SD)                                                                             |
| RS | Cláudio Bier (PV)                     | Sandra Weber (SD)              | SD / PDT / PODE / PV / PMB / PPL / Avante                                                                    | ninguém                                          | Neri, o Carteiro (SD)                                                                             |
| SC | Gelson Merisio (PSD)                  | Esperidião Amin (PP)           | SD / PSD / DEM / PP / PCdoB / PDT / PRB / PSB / PV / PSC / PODE / PROS / PHS / PRP / PPL                     | 1 PSB, 1 PRB                                     | 3 PSB, 1 PRB                                                                                      |
| SC | João Paulo Kleinübing (DEM)           | Raimundo Colombo (PSD)         | SD / PSD / DEM / PP / PCdoB / PDT / PRB / PSB / PV / PSC / PODE / PROS / PHS / PRP / PPL                     | 1 PSB, 1 PRB                                     | 3 PSB, 1 PRB                                                                                      |
| SE | Eduardo Amorim (PSDB)                 | André Moura (PSC)              | SD / PSDB / PRB / PPS / PR / PSC / PTC                                                                       | Gustinho Ribeiro (SD), + 1 PSC, 1 PR             | 2 PPS                                                                                             |
| SE | Ivan Leite (PRB)                      | Pastor Heleno (PRB)            | SD / PSDB / PRB / PPS / PR / PSC / PTC                                                                       | Gustinho Ribeiro (SD), + 1 PSC, 1 PR             | 2 PPS                                                                                             |
| SP | Márcio França (PSB)                   | Maurren Maggi (PSB)            | SD / PSB / PR / PSC / PPS / PODE / PV / PMB / PHS / PPL / PRP / PROS / PTB / Avante / Patriota               | Paulinho da Força (SD)                           | Alexandre Pereira (SD)                                                                            |
| SP | Coronel Eliane Nikoluk (PR)           | Mário Covas Neto (PODE)        | SD / PSB / PR / PSC / PPS / PODE / PV / PMB / PHS / PPL / PRP / PROS / PTB / Avante / Patriota               | Paulinho da Força (SD)                           | Alexandre Pereira (SD)                                                                            |
| TO | Mauro Carlesse (PHS)                  | Eduardo Gomes (SD)             | SD / PHS / PROS / PP / DEM / PTC / PRB / Avante / Patriota                                                   | Eli Borges (SD), Tiago Dimas (SD) + 2 DEM        | Amelio Cayres (SD), Léo Barbosa (SD), Vilmar de Oliveira (SD) + 1 PTC, 1 PHS, 1 DEM, 1 PP, 1 PROS |
| TO | Wanderlei Barbosa (PHS)               | César Halum (PRB)              | SD / PHS / PROS / PP / DEM / PTC / PRB / Avante / Patriota                                                   | Eli Borges (SD), Tiago Dimas (SD) + 2 DEM        | Amelio Cayres (SD), Léo Barbosa (SD), Vilmar de Oliveira (SD) + 1 PTC, 1 PHS, 1 DEM, 1 PP, 1 PROS |

### Eleições presidenciais
| Ano  | Imagem                                                | Candidato a Presidente         | Candidato(a) a Vice-Presidente | Coligação                                                                                | Votos               | Posição |
| ---- | ----------------------------------------------------- | ------------------------------ | ------------------------------ | ---------------------------------------------------------------------------------------- | ------------------- | ------- |
| 2014 | ligação=Ficheiro:Aécio Neves em 16 de julho de 2014-3 | Aécio Neves (PSDB)             | Aloysio Nunes (PSDB)           | Muda Brasil (PSDB, PMN, SD, DEM, PEN, PTN, PTB, PTC e PTdoB)                             | 51.036.040 (48,36%) | 2ª      |
| 2018 |                                                       | Geraldo Alckmin (PSDB)         | Ana Amélia (PP)                | Para Unir o Brasil (PSDB, PP, PR, PRB, PSD, Solidariedade, DEM, PTB e PPS)               | 5.096.349 (4,76%)   | 4ª      |
| 2022 |                                                       | Luiz Inácio Lula da Silva (PT) | Geraldo Alckmin (PSB)          | Brasil da Esperança (FE Brasil, PSB, Solidariedade, Fed. PSOL REDE, Avante, Agir e PROS) | 60.345.999 (50,90%) | 1ª      |